# Batagur affinis
La terrapin di fiume della Malesia (Batagur affinis Cantor, 1847) è una rarissima specie di tartaruga della famiglia dei Geoemididi.

## Tassonomia
Ne vengono riconosciute due sottospecie:
- B. a. affinis (Cantor, 1847). Sottospecie nominale, diffusa nelle coste occidentali della penisola Malese e sull'isola di Sumatra. Negli immaturi manca la macchia argentea nella regione temporale parietale.
- B. a. edwardmolli (Prashag, Holloway, Georges, Päckert, Hundsdörfer e Fritz, 2009). L'areale comprende le zone estuarine di Cambogia e Malesia Peninsulare che si affacciano sul Golfo di Thailandia. Gli immaturi sono caratterizzati da una vistosa macchia argentea nella regione temporale-parietale e dagli scuti marginali evidentemente bordati di giallo[3].

## Descrizione
Distinta da B. baska sulla base di evidenze morfologiche e molecolari. Se ne differenzia principalmente per la forma del capo (più schiacciato e meno appuntito) e per la colorazione assunta dai maschi nel periodo riproduttivo: collo e arti di colore bruno-nerastro uniforme (senza parti rossicce) e l'iride ben distinguibile (può essere bianca candida o giallo oro rispettivamente nella sottospecie occidentale e orientale). Le femmine si distinguono per le dimensioni, fino a 600 mm di lunghezza e 35 kg di peso, la mascella e mandibola bordate di giallo o marrone.

## Distribuzione e habitat
L'areale della specie comprende la Cambogia, l'isola di Sumatra e la Malaysia peninsulare. Le segnalazioni per Myanmar richiedono accertamenti tassonomici. Abita le acque salmastre degli ecosistemi estuarini, nelle foreste di mangrovia e nei letti costieri nei pressi degli sbocchi fluviali.

## Biologia
Erbivora, su frutti vari e giacinto d'acqua. Le femmine risalgono di molto il corso dei fiumi per trovare luoghi adatti alla nidificazione, spingendosi fino ad 80 km dagli estuari. Una nidificazione, di 25 uova in media, tra metà gennaio e fine marzo. Schiuse dopo 60-90 giorni.

## Conservazione
Declino attribuito all'eccessivo prelievo e all'alterazione e al degrado dell'habitat. Le popolazioni selvatiche di Singapore, Thailandia e Vietnam sono considerate estinte negli ultimi decenni. Progetti di conservazione a cura del Turtle Conservation Society of Malaysia.